# Borne, Haute-Loire
Borne är en kommun i departementet Haute-Loire i regionen Auvergne-Rhône-Alpes i centrala Frankrike. Kommunen ligger i kantonen Saint-Paulien som tillhör arrondissementet Le Puy-en-Velay. År 2022 hade Borne 405 invånare.

## Befolkningsutveckling
Antalet invånare i kommunen Borne
| Referens: INSEE |